# Macrophiothrix galatheae
Macrophiothrix galatheae is een slangster uit de familie Ophiotrichidae. De wetenschappelijke naam van de soort werd in 1872 gepubliceerd door Christian Frederik Lütken.